# 湯姆·科博恩
湯姆·科博恩（Tom Coburn；1948年3月14日—2020年3月28日）是美國的一位政治人物和醫生。在2005年至2015年期間，他是俄克拉荷馬州的兩位參議院議員之一。他的黨籍是共和黨。湯姆·科博恩在1994年當選眾議院議員，是共和黨革命的當選者之一。2010年當選參議院議員後，他表示不會尋求連任。